# Arie Vos
Arie Vos (Oss, 12 februari 1976) is een Nederlands motorcoureur. Hij is zesvoudig Nederlands kampioen en woonachtig in Oss.

## Biografie
Nadat Arie Vos een aantal jaren in de scooterrace actief was, kreeg hij de kans om een ‘rondje op straat’ te rijden met een Ducati 748SP van zijn vriend en oud-coureur Johnny Verwijst. Na een paar minuten had de zeer ervaren Verwijst al door dat Vos een heel grote kon worden. De bochtentechniek, de zithouding, het inzicht, de souplesse, alles wees er volgens Verwijst op dat de Ossenaar een bijzonder talent had (en heeft). En dat bleek ook de waarheid te worden want in een paar jaar tijd bouwde Vos een prachtige carrière op. “Johnny heeft mij overtuigd om verder in de wegrace te gaan. Daar ben ik hem nog altijd heel dankbaar voor en ik zal dit dan ook nooit vergeten.”
De succesjaren van Vos begonnen in 2006. Hij domineerde in dat jaar zowel het ONK Dutch Superbike als het ONK Dutch Supersport. Met overmacht behaalde hij de dubbel. Een jaar later deed de Ossenaar dat nog eens. In 2008 stapte Vos over naar Ducati. Omdat de Italiaanse fabrikant geen Supersport heeft die past in het reglement, de Ducati 848 heeft te veel cc, kon hij enkel zijn titel verdedigen in het ONK Dutch Superbike. Daar waar iedereen dacht dat Vos het niet waar zou kunnen maken, domineerde hij net als voorgaande jaren en sloot het seizoen af als kampioen.
In 2009 volgde de absolute bekroning voor Vos: een compleet seizoen WK Supersport. Een droom die uitkwam. Helaas verliep het seizoen niet zoals gehoopt waardoor Vos ervoor koos om te proberen zijn Dutch Superbike-titel terug te veroveren. Tot voor de laatste bocht van de allerlaatste ronde van het seizoen slaagde Vos in deze missie. Tot Danny de Boer voorbij wist te komen... Vos rijdt komend seizoen in de kleuren van het Rotterdamse detacheringsbedrijf Labour Force op de BMW S1000RR. Met deze droomcombinatie van Labour Force en Vos Oss Motoren wil hij de nipt verloren 2010 Dutch Superbike-titel terugveroveren.

## Carrière
| Jaar | Kampioenschap  | Merk            | Positie |
| ---- | -------------- | --------------- | ------- |
| 2001 | NK Scooterrace | Polini          | n.b.    |
| 2003 | ONK 250cc      | Yamaha          | 3e      |
| 2004 | ONK Supersport | Kawasaki        | 3e      |
| 2005 | ONK Supersport | Yamaha en Honda | 2e      |
| 2006 | ONK Supersport | Honda           | 1e      |
| 2006 | ONK Superbike  | Honda           | 1e      |
| 2007 | ONK Supersport | Honda           | 1e      |
| 2007 | ONK Superbike  | Honda           | 1e      |
| 2008 | ONK Superbike  | Ducati          | 1e      |
| 2009 | WK Supersport  | Honda           | 32e     |
| 2010 | ONK Superbike  | Honda           | 2e      |
| 2011 | ONK Superbike  | BMW             | 1e      |